# Aram (fill d'Hesron)
Aram o Ram - en hebreu רם Rām - és una figura a la Bíblia hebraica hebreu: רם‎. Era fill d'Hesron i avantpassat del Rei David. El seu arbre genealògic i els seus descendents consten a enregistrats a 1 Chr 2:9 i a Ruth 4:19. Al Nou Testament el seu nom apareix com "Aram" (Ἀράμ) i "Arni" (Ἀρνὶ).